# 熱帶風暴丹娜絲 (2019年)
熱帶風暴丹娜絲（英語：Tropical Storm Danas，國際編號：1905，聯合颱風警報中心：WP062019，菲律賓大氣地球物理和天文服務管理局：Falcon）是2019年太平洋颱風季第5個被命名的熱帶氣旋。「丹娜絲」一名由菲律賓提供，是體驗及感受的意思。

## 氣象歷史
7月11日，一個低壓區在馬里亞納群島附近形成，美國海軍研究實驗室給予其熱帶擾動編號98W。
7月14日上午8時，日本氣象廳將其升格為熱帶低氣壓。此時系統向大致西移動。下午8時，聯合颱風警報中心給予其發展評級為「低」。7月15日上午8時，日本氣象廳發布烈風警報，同時臺灣中央氣象局將其升格為熱帶性低氣壓，給予編號TD10。下午3時，聯合颱風警報中心將評級提升為「中」。晚上10時，香港天文台將其升格為熱帶低氣壓。
7月16日上午6時30分，聯合颱風警報中心將評級升為「高」，並發佈熱帶氣旋形成警報。聯合颱風警報中心在下午2時40分把該系統升為熱帶低氣壓，給予編號06W。同日下午3時，日本氣象廳將其升格為熱帶風暴，給予國際編號1905並命名為「丹娜絲」，隨後中國國家氣象中心、臺灣中央氣象局、及菲律賓大氣地球物理和天文服務管理局亦將其升格為熱帶風暴和輕度颱風。而聯合颱風警報中心則於該日深夜才將其升格為熱帶風暴。
7月17日凌晨12時30分，菲律賓大氣地球物理和天文服務管理局表示丹娜絲在該國的卡加延省加塔蘭登陸，不過其他機構並沒有相關表示。事實上丹娜絲靠近呂宋時，環流受較強的垂直風切變及呂宋地形影響，出現高低層分離的情況。高層雲系連同深層對流越過呂宋抵達南海，其後該雲系在南海發展成另一熱帶低氣壓。但丹娜絲的低層環流中心仍滯留在呂宋以東海域，且完全外露。日間丹娜絲緩慢地向北漂移，當晚與東面的熱帶擾動90W合併，成功修補外露的環流中心。
7月18日，華北的西風槽打擊副熱帶高壓脊並使其東退，丹娜絲沿該脊的西緣以時速25公里向偏北方移動。丹娜絲經過的垂直風切變較低，且海面溫度達攝氏28度，使其稍作增強。不過在7月19日晚上起，丹娜絲移入較高緯度，該區水温較低，使其開始減弱。其減弱趨勢在7月20日因海溫跌至攝氏23度而加快，大韓民國氣象廳在上午11時將丹娜絲降格為熱帶低氣壓，並停止發佈公告。中國國家氣象中心亦在下午5時將其降格為熱帶低氣壓，並在晚間10時表示丹娜絲在全羅北道扶安郡附近登陸。21日晚間9時，日本氣象廳表示丹娜絲轉化為溫帶氣旋。22日晚間9時，日本氣象廳表示丹娜絲完全消散。

## 影響

### 菲律賓
當地發出最高熱帶氣旋信號：二號風暴信號
7月15日，系統增強為熱帶低氣壓。晚上11時，菲律賓大氣地球物理和天文服務管理局對伊莎貝拉省北部、卡加延省及巴坦群島發出一號風暴信號。隨著丹娜絲繼續靠近呂宋，菲律賓大氣地球物理和天文服務管理局於16日下午5時向卡加延省北部發出二號風暴信號。17日凌晨12時30分，丹娜絲在卡加延省加塔蘭登陸。隨著丹娜絲遠離，菲律賓大氣地球物理和天文服務管理局於18日相繼取消二號風暴信號及一號風暴信號。
丹娜絲帶來的暴雨在呂宋引發水浸，造成4人死亡。西內格羅斯省的農業損失接近1900萬披索（37.2萬美元）。

### 臺灣
當地發佈之颱風警報：海上陸上颱風警報
7月16日下午3時15分，臺灣中央氣象局發出陸上強風特報，指受丹娜絲的外圍環流影響，17日下午起臺灣各地（含蘭嶼、綠島）沿海空曠地區、鄰近海域及澎湖、金門、馬祖易有9至10級強陣風。晚上11時30分，中央氣象局發佈2019年首個海上颱風警報。17日上午11時半發布2019年首個陸上颱風警報。但稍後氣象局表示由於丹娜絲與東側的雲系合併，路徑大幅度向東修正，對南部地區威脅減低，已於晚上8時30分解除陸上颱風警報。丹娜絲在18日加速向北遠離，對台灣近海威脅已解除，氣象局於下午5時30分解除海上颱風警報。

### 中國大陸
當地發佈之最高熱帶氣旋警告信號： 颱風藍色預警信號
隨著該系統進入中國大陸設定的颱風48小時警戒線，中國國家氣象中心在7月15日下午5時開始將該系統升為熱帶低氣壓，編號TD02，並表示該系統會在後期對華南、東南地區產生影響。7月16日下午3時，中國國家氣象中心將該系統升格為熱帶風暴。17日上午10時，中央氣象台發佈颱風藍色預警信號。20日下午6時，因應丹娜絲減弱，中央氣象台解除颱風藍色預警信號。

#### 福建
當地發佈之最高熱帶氣旋警告信號： 颱風藍色預警信號
隨著丹娜絲向福建方向移動，福建省氣象台在16日下午4時30分發佈颱風預警IV級信號，提醒相關海域船隻及時回港避風。

### 日本
雖然丹娜絲沒有直接吹襲九州，但受其較強的東側環流所引進的暖濕氣流影響，為當地帶來大雨。日本氣象廳在7月20日上午向長崎縣五島市及對馬市發佈大雨特別警報，在同日下午取消。對馬市美津島在1小時內觀測到110毫米的降雨量；而新上五島町更島在12小時內觀測到344.5毫米的降雨量，打破7月份的記錄。大雨亦影響鄰近的福岡縣和佐賀縣，日本氣象廳在7月21日向福岡縣發佈泥石流預警。福岡縣久留米市和佐賀縣鳥栖市在1小時內分別觀測到90和81.5毫米的降雨量，其中後者打破最高1小時降雨量的記錄；久留米市24小時降雨量達335.5毫米同樣打破當地記錄。
大雨亦導致塌樹，在佐賀縣唐津市，一輛車在行駛途中撞到倒塌的樹，車上一名11歲的男童川崎辿皇胸口受重擊，其後證實不治。

### 韓國
丹娜絲靠近韓國時已有所減弱，但仍在全國降下大雨。漢拏山的總雨量高達1,283毫米，釜山的總雨量亦有350毫米，以及測得每秒19.3米（每小時69公里）的風速。蔚山蔚州郡的總雨量有307毫米，以及測得每秒20.6米（每小時74公里）的風速。風暴在韓國造成1死1傷，其中一名62歲男子在居昌郡被湍急的溪流捲走，其後證實死亡。全羅南道的損失為3.95億韓圓（33.6萬美元）。

## 熱帶氣旋警告使用記錄

### 菲律賓
| 菲律賓大氣地球物理和天文服務管理局 風暴信號 | 菲律賓大氣地球物理和天文服務管理局 風暴信號 | 菲律賓大氣地球物理和天文服務管理局 風暴信號 |
| ------------------------------------------- | ------------------------------------------- | ------------------------------------------- |
| 上一熱帶氣旋                                | 一號風暴信號                                | 下一熱帶氣旋                                |
| 熱帶低氣壓04W                               | 一號風暴信號                                | 熱帶低氣壓 Goring                           |
| 颱風玉兔                                    | 二號風暴信號                                | 強烈熱帶風暴白鹿                            |

### 臺灣
| 交通部中央氣象局 颱風警報 | 交通部中央氣象局 颱風警報 | 交通部中央氣象局 颱風警報 |
| ------------------------- | ------------------------- | ------------------------- |
| 上一熱帶氣旋              | 海上颱風警報              | 下一熱帶氣旋              |
| 強烈颱風山竹              | 海上颱風警報              | 強烈颱風利奇馬            |
| 強烈颱風瑪莉亞            | 陸上颱風警報              | 強烈颱風利奇馬            |

### 中國大陸
| 国家气象中心 颱風預警信號 | 国家气象中心 颱風預警信號 | 国家气象中心 颱風預警信號 |
| ------------------------- | ------------------------- | ------------------------- |
| 上一熱帶氣旋              | 颱風藍色預警信號          | 下一熱帶氣旋              |
| 熱帶風暴木恩              | 颱風藍色預警信號          | 熱帶風暴韋帕              |

## 外部連結
| 太平洋颱風季             |
| 主題頁 - 專題 - 編輯指南 |

- （日語）日本氣象廳首頁 （页面存档备份，存于）
- （英文）美國聯合颱風警報中心首頁 （页面存档备份，存于）
- （简体中文）中國國家氣象中心首頁
- （繁體中文）臺灣中央氣象局首頁 （页面存档备份，存于）
- （繁體中文）香港天文台首頁 （页面存档备份，存于）
- （繁體中文）澳門地球物理暨氣象局首頁 （页面存档备份，存于）
- （英文）菲律賓大氣地球物理和天文管理局首頁 （页面存档备份，存于）